# Can't Get You Out of My Head
"Can't Get You Out of My Head" er en sang indspillet af den australske sangerinde Kylie Minogue fra hendes ottende studiealbum Fever (2001). Sangen blev skrevet og produceret af Cathy Dennis og Rob Davis. Sangen blev udgivet som albummets første single den 17. september 2001. "Can't Get You Out of My Head" var en verdensomspændende succes og nåede førstepladsen i alle europæiske lande undtagen Finland, hvor den nåede nummer fem. Sangen er Minogues højeste sælgende single og en af de bedst sælgende singler nogensinde med verdensomspændende salg på over 5 millioner eksemplarer.

## Udgivelse og indspilning
"Can't Get You Out of My Head" blev udgivet den 17. september 2001 af Parlophone i Australien, Storbritannien og andre europæiske lande som den første single fra albummet Fever. Sangen blev senere udgivet i USA den 18. februar 2002. "Can't Get You Out of My Head" blev skrevet og produceret af Cathy Dennis og Rob Davis.
"Can't Get You Out of My Head" er en midtempo-sang som indeholder musikgenrer af dance-pop og nu-disco.

## Hitlisteplaceringer
I Australien nåede "Can't Get You Out of My Head" førstepladsen på ARIA Charts og blev den tredje bedste sælgende single samme år. Singlen blev certificeret tre gange platin af Australian Recording Industry Association for 210.000 solgte eksemplarer. Sangen nåede førstepladsen i New Zealand og opholdt sig der i tre uger. Sangen blev certificeret guld af Recording Industry Association of New Zealand.
"Can't Get You Out of My Head" nåede førstepladsen i Østrig og tilbragte i alt 25 uger på hitlisterne. I dette land blev sangen certificeret platin af International Federation of the Phonographic Industry med et salg på 30.000 eksemplarer. I Frankrig nåede sangen førstepladsen i en uge på hitlisterne og blev certificeret platin af Syndicat national de l'édition phonographique med et salg på 100.000 eksemplarer. I Tyskland nåede sangen førstepladsen i en uge på Media Control Charts og blev certificeret platin med et salg på over 500.000 eksemplarer. I Irland nåede sangen førstepladsen på Irish Singles Chart og tilbragte i alt 19 uger på hitlisterne. I Schweiz nåede sangen førstepladsen på Schweizer Hitparade og tilbragte i alt 33 uger på hitlisterne. I dette land blev certificeret sangen platin af International Federation of the Phonographic Industry. I slutningen af året havde singlen solgt over en million eksemplarer.
I Storbritannien nåede sangen førstepladsen på UK Singles Chart den 29. september 2001. Sangen opholdt sig på førstepladsen i fore uger og tilbragte i alt 25 uger på hitlisterne. Sangen blev certificeret platin af British Phonographic Industry med et salg på 600.000 eksemplarer.
I USA nåede "Can't Get You Out of My Head" nummer 64 på Billboard Hot 100 og nåede nummer syv på sin niende uge på hitlisterne. Sangen nåede også førstepladsen på den Hot Dance Club Songs-hitliste, nummer 23 på Adult Top 40, nummer tre på Mainstream Top 40 (Pop Songs), og nummer otte på Hot 100 Airplay (Radio Songs). Sangen blev certificeret guld af Recording Industry Association of America og solgt over 500.000 eksemplarer.

## Musikvideo
Musikvideoen viser Minogue køre i retning af en futuristisk by og dansere i forskellige futuristiske kostumer danser på en meget stiliseret måde. Derefter fokuseres der på Minogue med andre dansere i en computer-genereret futuristisk by. Hendes hvide hættetrøje kostume med kaste halsudskæringer og afslørende spalter, blev diskuteret både for sin mode og stil. I 2002 vandt videoen en pris for bedste koreografi på MTV Video Music Awards.

## Formater og sporliste
Internationale CD 1
1. "Can't Get You Out of My Head" – 3:51
2. "Boy" – 3:47
3. "Rendezvous at Sunset" – 3:24
4. "Can't Get You Out of My Head" (Video)

Internationale CD 2
1. "Can't Get You Out of My Head" – 3:51
2. "Can't Get You Out of My Head" (K&M Mindprint Mix) – 6:34
3. "Can't Get You Out of My Head" (Plastika Mix) – 9:26

Internationale CD 3
1. "Can't Get You Out of My Head" – 3:51
2. "Boy" – 3:47

Australsk CD 2
1. "Can't Get You Out of My Head" – 3:51
2. "Can't Get You Out of My Head" (K&M Mindprint Mix) – 6:34
3. "Can't Get You Out of My Head" (Plastika Mix) – 9:26
4. "Can't Get You Out of My Head" (Superchumbo Todo Mamado Mix) – 8:32

## Andre remixer
1. "Can't Get Blue Monday Out of My Head" – 4:03
2. "Can't Get You Out of My Head" (Extended Mix) – 5:57
3. "Can't Get You Out of My Head" (Extended Instrumental) – 5:57

## Hitlister
| Hitliste (2001)                    | Placering |
| ---------------------------------- | --------- |
| Australien (ARIA Charts)           | 1         |
| Østrig (Ö3 Austria Top 40)         | 1         |
| Belgien (Ultratop 50 Flandern)     | 1         |
| Belgien (Ultratop 50 Vallonien)    | 1         |
| Danmark (Tracklisten)              | 1         |
| Finland (Suomen virallinen lista)  | 5         |
| Frankrig (SNEP)                    | 1         |
| Tyskland (Media Control Charts)    | 1         |
| Irland (Irish Singles Chart)       | 1         |
| Italien (FIMI)                     | 1         |
| Nederlandene (Mega Single Top 100) | 1         |
| New Zealand (RIANZ)                | 1         |
| Norge (VG-lista)                   | 1         |
| Spanien (PROMUSICAE)               | 1         |
| Schweiz (Schweizer Hitparade)      | 1         |
| Sverige (Sverigetopplistan)        | 1         |
| Storbritannien (UK Singles Chart)  | 1         |
| Hitliste (2002)                    | Placering |
| USA (Adult Pop Songs)              | 7         |
| USA (Billboard Hot 100)            | 7         |
| USA (Hot Dance Club Songs)         | 1         |
| USA (Pop Songs)                    | 3         |

## Certificeringer
| Land                       | Certificering |
| -------------------------- | ------------- |
| Australien (ARIA)          | 3× Platin     |
| Østrig (IFPI Austria)      | Platin        |
| Belgien (BEA)              | 2× Platin     |
| Frankrig (SNEP)            | Platin        |
| Tyskland (BVMI)            | Platin        |
| Grækenland (IFPI Greece)   | Platin        |
| Nederlandene (NVPI)        | Platin        |
| New Zealand (RMNZ)         | Guld          |
| Norge (IFPI Norway)        | Platin        |
| Sverige (GLF)              | Platin        |
| Schweiz (IFPI Switzerland) | Platin        |
| Storbritannien (BPI)       | Platin        |
| USA (RIAA)                 | Guld          |